# Збраньківці
Збра́ньківці — село в Україні, у Гладковицькій сільській територіальній громаді Коростенського району Житомирської. Населення становить 29 осіб (2001).

## Історія
12 червня 2020 року, відповідно до розпорядження Кабінету Міністрів України № 711-р «Про визначення адміністративних центрів та затвердження територій територіальних громад Житомирської області», територію та населені пункти Колесниківської сільської ради Овруцького району включено до складу Гладковицької сільської територіальної громади Коростенського району Житомирської області.